# جان بامبر (بازیکن فوتبال، زاده ۱۹۱۲)
جان بامبر (انگلیسی: John Bamber؛ 8 June 1912 – 2000 (aged 88)) بازیکن فوتبال اهل بریتانیا بود.
از باشگاه‌هایی که در آن بازی کرده‌است می‌توان به باشگاه فوتبال استوک سیتی، باشگاه فوتبال فلیتوود، و باشگاه فوتبال پرستون نورث اند اشاره کرد.